# 男岩
男岩（おとこいわ、おいわ）は、富山県高岡市の雨晴海岸沖に位置する島。

## 概要
面積約1,100m2、周囲約150mの小さな島である。荒波に立ち向かうような雄々しい姿から「男岩」と呼ばれるようになったという。約800m北西には女岩がある。
古い文献としては加賀藩の森田柿園が著した『越中志徴』の中に、1764年（宝暦14年）に編纂された『旧蹟調書』からの引用として「男岩、太田村領岩崎之内紅葉川尻浜ヨリ五、六町バカリ沖ニアリ岩ノ廻リ三十間バカリ也」と、男岩についての記述がある。このことから、1764年より前から「男岩」と呼ばれていたと考えられる。『越中志徴』には女岩についても記述がある。